# Raphael Holinshed
Raphael Holinshed (1529 – Bramcote, 1580) è stato uno scrittore e storiografo inglese.

## Biografia
Holinshed nacque molto probabilmente a Sutton Downes, nel Cheshire. La data della sua nascita è sconosciuta. In età adulta si traferì a Londra dove lavorò come traduttore per lo stampatore Reginald Wolfe. Wolfe gli diede l'incarico di compilare una storia del mondo dal Diluvio universale al regno di Elisabetta. Pochi mesi dopo la redazione dell'opera Holinshed si ritirò nella sua tenuta di campagna vicino a Warwick dove morì intorno al 1580. 
Holinshed è celebre per aver scritto, per conto dello stampatore Reginald Wolfe, nel 1578 Chronicles of England, Scotland and Ireland (Cronache d'Inghilterra, Scozia e Irlanda), che fu usata come fonte da William Shakespeare per molte delle sue opere storiche.
Per compilare questa pregevole opera storico-letteraria e soprattutto per la cronologia e le mappe, Holinshed si ispirò ai lavori di John Leland.